# Juan José Domenchina
Juan José Domenchina Moreu, né à Madrid le 18 mai 1889 et mort en exil au Mexique le 27 octobre 1959 est un écrivain républicain espagnol appartenant à la Génération de 27.

## Biographie
Fils d'une famille d'ingénieurs, il passe son baccalauréat à Madrid puis entre à l'École normale de Tolède pour ses études universitaires.
Très jeune, il se rapproche de la presse madrilène. Il publie des critiques littéraires dans des journaux tels que Revista de Occidente (fondée par José Ortega y Gasset) et El Sol, ainsi qu'à La Pluma, dirigée par Cipriano Rivas Cherif et Manuel Azaña. Cette rencontre avec ce dernier, en 1921, marque un tournant. Domenchina rejoint alors le monde politique tout en accomplissant son œuvre littéraire.

## Entrée dans le monde politique
En 1925, Domenchina suit Manuel Azaña lors de la fondation du groupe Action républicaine.
Il accompagne Azaña lors de tous les grands événéments politiques : proclamation de la République le 14 avril 1931, nomination en tant que président du Conseil en octobre de la même année - il devient alors son secrétaire particulier- et création de la Gauche Républicaine en 1934.
Il démissionne de son poste de secrétaire particulier en 1935 pour des raisons de santé. En juin 1936, il est nommé délégué du gouvernement à l'Institut du Livre espagnol. En novembre de la même année, il épouse la poétesse féministe Ernestina de Champourcín. En janvier 1938, il est nommé secrétaire du cabinet diplomatique d'Azaña.

## Guerre civile et exil
Pendant la guerre civile, Domenchina et Champourcín - elle-même engagée auprès des enfants orphelins avec Juan Ramón Jiménez et Zenobia Camprubí et le comité "Protección de Menores" - quittent Madrid devant l'avancée des troupes franquistes pour rejoindre Valence, puis Barcelone.
Le couple se réfugie ensuite à Toulouse en février 1939, puis, depuis Paris, rejoint le Mexique, où Azaña a trouvé un poste à Domenchina à la Casa de España alors dirigée Alfonso Reyes.
Domenchina reste en exil au Mexique avec son épouse, sa mère et sa sœur — toutes deux veuves — et ses neveux Rodrigo et Encarnación. Il contribue à diffuser l'œuvre de l'Espagne républicaine.
Vivant difficilement l'exil, il meurt d'une embollie pulmonaire le 27 octobre 1959. Il est inhumé au cimetière espagnol de Mexico.